# Équipe d'Autriche de football au Championnat d'Europe 2024
 (novembre 2023).
Si vous disposez d'ouvrages ou d'articles de référence ou si vous connaissez des sites web de qualité traitant du thème abordé ici, merci de compléter l'article en donnant les références utiles à sa vérifiabilité et en les liant à la section « Notes et références ».
Cet article relate le parcours de l'équipe d'Autriche de football lors du Championnat d'Europe de football 2024 organisé en Allemagne du 14 juin au 14 juillet 2024.

## Qualification

### Premier tour - Groupe F
| Rang | Équipe      | Pts | J | G | N | P | Bp | Bc | Diff |  | Résultats (▼ dom., ► ext.) |     |     |      |     |     |
| ---- | ----------- | --- | - | - | - | - | -- | -- | ---- |  | -------------------------- | --- | --- | ---- | --- | --- |
| 1    | Belgique    | 20  | 8 | 6 | 2 | 0 | 22 | 4  | +18  |  | Belgique                   |     | 1-1 | 1-1* | 5-0 | 5-0 |
| 2    | Autriche    | 19  | 8 | 6 | 1 | 1 | 17 | 7  | +10  |  | Autriche                   | 2-3 |     | 2-0  | 4-1 | 2-1 |
| 3    | Suède       | 10  | 8 | 3 | 1 | 4 | 14 | 12 | +2   |  | Suède                      | 0-3 | 1-3 |      | 5-0 | 2-0 |
| 4    | Azerbaïdjan | 7   | 8 | 2 | 1 | 5 | 7  | 17 | -10  |  | Azerbaïdjan                | 0-1 | 0-1 | 3-0  |     | 1-1 |
| 5    | Estonie     | 1   | 8 | 0 | 1 | 7 | 2  | 22 | -20  |  | Estonie                    | 0-3 | 0-2 | 0-5  | 0-2 |     |

| 1er match          | Autriche                                                                                   | 4 - 1   | Azerbaïdjan                                                                     | | |
| 24 mars 2023 20h45 | ( Baumgartner) Sabitzer 28e · Gregoritsch 29e · Sabitzer 50e · ( Sabitzer) Baumgartner 69e | (2 - 0) | 64e Makhmudov                                                                   | Raiffeisen Arena, Linz Spectateurs : 16 500 Arbitrage : Bartosz Frankowski Arbitre vidéo : Paweł Raczkowski | Raiffeisen Arena, Linz Spectateurs : 16 500 Arbitrage : Bartosz Frankowski Arbitre vidéo : Paweł Raczkowski |
| 24 mars 2023 20h45 | Wöber 15e                                                                                  | Rapport | 32e Cafarquliyev · 45e Makhmudov · 45+3e Richard · 50e Israfilov · 81e Dadashov | Raiffeisen Arena, Linz Spectateurs : 16 500 Arbitrage : Bartosz Frankowski Arbitre vidéo : Paweł Raczkowski | Raiffeisen Arena, Linz Spectateurs : 16 500 Arbitrage : Bartosz Frankowski Arbitre vidéo : Paweł Raczkowski |

| 2e match           | Autriche                                            | 2 - 1   | Estonie                                  | | |
| 27 mars 2023 20h45 | ( Posch) Kainz 68e · ( Baumgartner) Gregoritsch 88e | (0 - 1) | 25e Sappinen (Zenjov )                   | Raiffeisen Arena, Linz Spectateurs : 16 500 Arbitrage : Enea Jorgji Arbitre vidéo : Daniele Chiffi | Raiffeisen Arena, Linz Spectateurs : 16 500 Arbitrage : Enea Jorgji Arbitre vidéo : Daniele Chiffi |
| 27 mars 2023 20h45 |                                                     | Rapport | 33e Paskotši · 57e Käit · 80e Sinyavskiy | Raiffeisen Arena, Linz Spectateurs : 16 500 Arbitrage : Enea Jorgji Arbitre vidéo : Daniele Chiffi | Raiffeisen Arena, Linz Spectateurs : 16 500 Arbitrage : Enea Jorgji Arbitre vidéo : Daniele Chiffi |

| 3e match           | Belgique                | 1 - 1   | Autriche                                                  | | |
| 17 juin 2023 20h45 | ( Lukebakio) Lukaku 62e | (0 - 1) | 22e (csc) Mangala                                         | Stade Roi Baudouin, Bruxelles Spectateurs : 39 237 Arbitrage : Jérôme Brisard Arbitre vidéo : Stéphanie Frappart | Stade Roi Baudouin, Bruxelles Spectateurs : 39 237 Arbitrage : Jérôme Brisard Arbitre vidéo : Stéphanie Frappart |
| 17 juin 2023 20h45 | Lukaku 90+5e            | Rapport | 32e Wöber · 53e Posch · 69e X.Schlager · 90+1e A.Schlager | Stade Roi Baudouin, Bruxelles Spectateurs : 39 237 Arbitrage : Jérôme Brisard Arbitre vidéo : Stéphanie Frappart | Stade Roi Baudouin, Bruxelles Spectateurs : 39 237 Arbitrage : Jérôme Brisard Arbitre vidéo : Stéphanie Frappart |

| 4e match           | Autriche                                                       | 2 - 0   | Suède | | |
| 20 juin 2023 20h45 | ( Grillitsch) Baumgartner 81e · ( Gregoritsch) Baumgartner 89e | (0 - 0) |       | Stade Ernst-Happel, Vienne Spectateurs : 46 300 Arbitrage : Marco Guida Arbitre vidéo : Marco Di Bello | Stade Ernst-Happel, Vienne Spectateurs : 46 300 Arbitrage : Marco Guida Arbitre vidéo : Marco Di Bello |
| 20 juin 2023 20h45 | Posch 12e                                                      | Rapport |       | Stade Ernst-Happel, Vienne Spectateurs : 46 300 Arbitrage : Marco Guida Arbitre vidéo : Marco Di Bello | Stade Ernst-Happel, Vienne Spectateurs : 46 300 Arbitrage : Marco Guida Arbitre vidéo : Marco Di Bello |

| 5e match                | Suède                  | 1 - 3   | Autriche                                                                      | | |
| 12 septembre 2023 20h45 | ( Kulusevski) Holm 90e | (0 - 0) | 53e Gregoritsch (Posch ) · 56e Arnautović (Sabitzer ) · 69e (pen.) Arnautović | Friends Arena, Solna Spectateurs : 43 228 Arbitrage : Serdar Gözübüyük Arbitre vidéo : Pol van Boekel | Friends Arena, Solna Spectateurs : 43 228 Arbitrage : Serdar Gözübüyük Arbitre vidéo : Pol van Boekel |
| 12 septembre 2023 20h45 |                        | Rapport | 45e Mwene                                                                     | Friends Arena, Solna Spectateurs : 43 228 Arbitrage : Serdar Gözübüyük Arbitre vidéo : Pol van Boekel | Friends Arena, Solna Spectateurs : 43 228 Arbitrage : Serdar Gözübüyük Arbitre vidéo : Pol van Boekel |

| 6e match              | Autriche                                  | 2 - 3   | Belgique                                                                   | | |
| 13 octobre 2023 20h45 | Laimer 72e · Sabitzer 84e (pen.)          | (0 - 1) | 12e Lukebakio (Castagne ) · 55e Lukebakio (Carrasco ) · 58e Lukaku (Doku ) | Stade Ernst-Happel, Vienne Spectateurs : 47 000 Arbitrage : Jesús Gil Manzano Arbitre vidéo : Carlos del Cerro Grande | Stade Ernst-Happel, Vienne Spectateurs : 47 000 Arbitrage : Jesús Gil Manzano Arbitre vidéo : Carlos del Cerro Grande |
| 13 octobre 2023 20h45 | Grillitsch 15e · Seiwald 54e · Laimer 77e | Rapport | 24e Mangala · 36e, 78e Onana · 63e Castagne · 79e Lukaku                   | Stade Ernst-Happel, Vienne Spectateurs : 47 000 Arbitrage : Jesús Gil Manzano Arbitre vidéo : Carlos del Cerro Grande | Stade Ernst-Happel, Vienne Spectateurs : 47 000 Arbitrage : Jesús Gil Manzano Arbitre vidéo : Carlos del Cerro Grande |

| 7e match              | Azerbaïdjan                                                                        | 0 - 1   | Autriche                                                      | | |
| 16 octobre 2023 18h00 |                                                                                    | (0 - 0) | 48e (pen.) Sabitzer                                           | Stade Tofiq-Béhramov, Bakou Spectateurs : 4 446 Arbitrage : Aristotelis Diamantopoulos Arbitre vidéo : Angelos Evangelou | Stade Tofiq-Béhramov, Bakou Spectateurs : 4 446 Arbitrage : Aristotelis Diamantopoulos Arbitre vidéo : Angelos Evangelou |
| 16 octobre 2023 18h00 | Diniyev 57e · Krivotsyuk 84e · Bayramov 88e · Magomedaliyev 90+2e · Sheydaev 90+3e | Rapport | 90+2e, 90+4e Baumgartner · 90+2e Burgstaller · 90+3e Sabitzer | Stade Tofiq-Béhramov, Bakou Spectateurs : 4 446 Arbitrage : Aristotelis Diamantopoulos Arbitre vidéo : Angelos Evangelou | Stade Tofiq-Béhramov, Bakou Spectateurs : 4 446 Arbitrage : Aristotelis Diamantopoulos Arbitre vidéo : Angelos Evangelou |

| 8e match               | Estonie | 0 - 2   | Autriche                                       | | |
| 16 novembre 2023 18h00 |         | (0 - 2) | 26e Laimer (Schlager ) · 40e Lienhart (Alaba ) | A. Le Coq Arena, Tallinn Spectateurs : 4 448 Arbitrage : Nikola Dabanović Arbitre vidéo : Mario Zebec | A. Le Coq Arena, Tallinn Spectateurs : 4 448 Arbitrage : Nikola Dabanović Arbitre vidéo : Mario Zebec |
| 16 novembre 2023 18h00 | Rapport |         |                                                | A. Le Coq Arena, Tallinn Spectateurs : 4 448 Arbitrage : Nikola Dabanović Arbitre vidéo : Mario Zebec | A. Le Coq Arena, Tallinn Spectateurs : 4 448 Arbitrage : Nikola Dabanović Arbitre vidéo : Mario Zebec |

## Préparation

### Matchs de préparation au Championnat d'Europe
Liste détaillée des matches d'Autriche depuis sa qualification à l'Euro 2024 :
| 23 mars 2024                      | Slovaquie | 0 - 2   | Autriche                      | Tehelné pole, Bratislava          |                                   |
| 18h00 · Historique des rencontres |           | (0 - 1) | 1re Baumgartner · 82e Weimann | Arbitrage : Trustin Farrugia Cann | Arbitrage : Trustin Farrugia Cann |
| 18h00 · Historique des rencontres | Rapport   |         |                               | Arbitrage : Trustin Farrugia Cann | Arbitrage : Trustin Farrugia Cann |

| 26 mars 2024                      | Autriche                                                                             | 6 - 1   | Turquie               | Stade Ernst-Happel, Vienne |                            |
| 20h45 · Historique des rencontres | Schlager 2e · Gregoritsch 44e 48e 59e (pen.) · Baumgartner 78e (pen.) · Entrup 90+5e | (2 - 1) | 25e (pen.) Çalhanoğlu | Arbitrage : Daniele Chiffi | Arbitrage : Daniele Chiffi |
| 20h45 · Historique des rencontres | [ Rapport]                                                                           |         |                       | Arbitrage : Daniele Chiffi | Arbitrage : Daniele Chiffi |

| 4 juin 2024                       | Autriche                     | 2 - 1   | Serbie       | Stade Ernst-Happel, Vienne |                           |
| 20h45 · Historique des rencontres | Wimmer 10e · Baumgartner 13e | (2 - 1) | 35e Pavlović | Arbitrage : António Nobre  | Arbitrage : António Nobre |
| 20h45 · Historique des rencontres | Rapport                      |         |              | Arbitrage : António Nobre  | Arbitrage : António Nobre |

| 8 juin 2024                       | Suisse     | 1 - 1   | Autriche       | Kybunpark, Saint-Gall                  |                                        |
| 18h00 · Historique des rencontres | Widmer 26e | (1 - 1) | 5e Baumgartner | Arbitrage : Maria Sole Ferrieri Caputi | Arbitrage : Maria Sole Ferrieri Caputi |
| 18h00 · Historique des rencontres | Rapport    |         |                | Arbitrage : Maria Sole Ferrieri Caputi | Arbitrage : Maria Sole Ferrieri Caputi |

Lors de son premier match de préparation à l'Euro, l'Autriche s'est imposée à l'extérieur face à la Slovaquie sur le score de 2-0 et en ayant marqué un but au bout de 6 secondes. Cette réalisation signée Christoph Baumgartner est la plus rapide inscrite dans l'histoire des rencontres entre sélections nationales.

## Effectif
L'Autriche annonce une équipe préliminaire de 29 joueurs le 22 mai 2024. Une liste de 12 joueurs de réserve est également donnée en cas de blessure ou de forfait. Le 7 juin, l'équipe finale de 26 joueurs est annoncée et Tobias Lawal, Stefan Lainer et Thierno Ballo n'en font pas partie.

## Compétition

### Format et tirage au sort
Le tirage au sort de l'Euro a lieu le samedi 2 décembre 2023 à la Philharmonie de l'Elbe, salle de concert située à Hambourg. C’est le classement final des éliminatoires qui est pris en compte, la sélection se classe 11e du classement, et est placée dans le chapeau 2.
Le camp de base de l'Autriche se situe dans la ville de Berlin.

### Premier tour
| v · m | Équipe   | Pts | J | G | N | P | Bp | Bc | Diff |
| ----- | -------- | --- | - | - | - | - | -- | -- | ---- |
| 1     | Autriche | 6   | 3 | 2 | 0 | 1 | 6  | 4  | +2   |
| 2     | France   | 5   | 3 | 1 | 2 | 0 | 2  | 1  | +1   |
| 3     | Pays-Bas | 4   | 3 | 1 | 1 | 1 | 4  | 4  | 0    |
| 4     | Pologne  | 1   | 3 | 0 | 1 | 2 | 3  | 6  | -3   |

#### Autriche - France
| Match 8                 | Autriche                                                           | 0 - 1   | France                   | Düsseldorf Arena, Düsseldorf                                                                       | |
| 17 juin 2024 21h00 CEST |                                                                    | (0 - 1) | 38e (csc) Wöber          | Spectateurs : 46 425 Arbitrage : Jesús Gil Manzano (en) Arbitre vidéo : Juan Martínez Munuera (en) | Spectateurs : 46 425 Arbitrage : Jesús Gil Manzano (en) Arbitre vidéo : Juan Martínez Munuera (en) |
| 17 juin 2024 21h00 CEST | Wöber 16e · Mwene 34e · Baumgartner 80e · Laimer 84e · Danso 90+3e | Rapport | 56e Dembélé · 90e Mbappé | Spectateurs : 46 425 Arbitrage : Jesús Gil Manzano (en) Arbitre vidéo : Juan Martínez Munuera (en) | Spectateurs : 46 425 Arbitrage : Jesús Gil Manzano (en) Arbitre vidéo : Juan Martínez Munuera (en) |

#### Pologne - Autriche
| Match 19                | Pologne                                                | 1 - 3   | Autriche                                                               | Olympiastadion, Berlin                                                                   |                                                                                          |
| 21 juin 2024 18h00 CEST | Piątek 30e                                             | (1 - 1) | 9e Trauner ( Mwene) · 66e Baumgartner ( Prass) · 78e (pen.) Arnautović | Spectateurs : 69 455 Arbitrage : Halil Umut Meler (en) Arbitre vidéo : Paolo Valeri (en) | Spectateurs : 69 455 Arbitrage : Halil Umut Meler (en) Arbitre vidéo : Paolo Valeri (en) |
| 21 juin 2024 18h00 CEST | Slisz 53e · Moder 62e · Lewandowski 64e · Szczęsny 77e | Rapport | 56e Wimmer · 70e Arnautović                                            | Spectateurs : 69 455 Arbitrage : Halil Umut Meler (en) Arbitre vidéo : Paolo Valeri (en) | Spectateurs : 69 455 Arbitrage : Halil Umut Meler (en) Arbitre vidéo : Paolo Valeri (en) |

#### Pays-Bas - Autriche
| Match 31                | Pays-Bas                                    | 2 - 3   | Autriche                                                                         | Olympiastadion, Berlin                                                     |                                                                            |
| 25 juin 2024 18h00 CEST | ( Simons) Gakpo 47e · ( Weghorst) Depay 75e | (0 - 1) | 6e (csc) Malen ( Prass) · 59e Schmid ( Grillitsch) · 80e Sabitzer ( Baumgartner) | Spectateurs : 68 363 Arbitrage : Ivan Kružliak Arbitre vidéo : Marco Fritz | Spectateurs : 68 363 Arbitrage : Ivan Kružliak Arbitre vidéo : Marco Fritz |
| 25 juin 2024 18h00 CEST |                                             | Rapport | 32e Posch · 33e Wimmer · 90+4e Querfeld                                          | Spectateurs : 68 363 Arbitrage : Ivan Kružliak Arbitre vidéo : Marco Fritz | Spectateurs : 68 363 Arbitrage : Ivan Kružliak Arbitre vidéo : Marco Fritz |

## Statistiques

### Temps de jeu
| N°         | Joueurs               |          |          |          |          | TT       | But inscrit | Passe décisive | MJ       | MT       | Légende |
| ---------- | --------------------- | -------- | -------- | -------- | -------- | -------- | ----------- | -------------- | -------- | -------- | --- |
| Gardiens   | Gardiens              | Gardiens | Gardiens | Gardiens | Gardiens | Gardiens | Gardiens    | Gardiens       | Gardiens | Gardiens | Abréviations et symboles : TT : Total de minutes jouées MJ : Nombre de matchs joués MT : Matchs joués en tant que titulaire : but : passe décisive : joueur entré : joueur remplacé : capitaine : carton jaune : carton rouge |
| 1          | Heinz Lindner         | -        | -        | -        | -        | -        | -           | -              | -        | -        | Abréviations et symboles : TT : Total de minutes jouées MJ : Nombre de matchs joués MT : Matchs joués en tant que titulaire : but : passe décisive : joueur entré : joueur remplacé : capitaine : carton jaune : carton rouge |
| 12         | Niklas Hedl           | -        | -        | -        | -        | -        | -           | -              | -        | -        | Abréviations et symboles : TT : Total de minutes jouées MJ : Nombre de matchs joués MT : Matchs joués en tant que titulaire : but : passe décisive : joueur entré : joueur remplacé : capitaine : carton jaune : carton rouge |
| 13         | Patrick Pentz         | 90       | 90       | -        | -        | 180      | -           | -              | 2        | 2        | Abréviations et symboles : TT : Total de minutes jouées MJ : Nombre de matchs joués MT : Matchs joués en tant que titulaire : but : passe décisive : joueur entré : joueur remplacé : capitaine : carton jaune : carton rouge |
| Défenseurs |                       |          |          |          |          |          |             |                |          |          | Abréviations et symboles : TT : Total de minutes jouées MJ : Nombre de matchs joués MT : Matchs joués en tant que titulaire : but : passe décisive : joueur entré : joueur remplacé : capitaine : carton jaune : carton rouge |
| 2          | Maximilian Wöber      | 59       | -        | -        | -        | 59       | -           | -              | 1        | 1        | Abréviations et symboles : TT : Total de minutes jouées MJ : Nombre de matchs joués MT : Matchs joués en tant que titulaire : but : passe décisive : joueur entré : joueur remplacé : capitaine : carton jaune : carton rouge |
| 3          | Gernot Trauner        | 59       | 59       | -        | -        | 90       | 1           | -              | 2        | 1        | Abréviations et symboles : TT : Total de minutes jouées MJ : Nombre de matchs joués MT : Matchs joués en tant que titulaire : but : passe décisive : joueur entré : joueur remplacé : capitaine : carton jaune : carton rouge |
| 4          | Kevin Danso           | 90       | 59       | -        | -        | 121      | -           | -              | 2        | 1        | Abréviations et symboles : TT : Total de minutes jouées MJ : Nombre de matchs joués MT : Matchs joués en tant que titulaire : but : passe décisive : joueur entré : joueur remplacé : capitaine : carton jaune : carton rouge |
| 5          | Stefan Posch          | 90       | 90       | -        | -        | 180      | -           | -              | 2        | 2        | Abréviations et symboles : TT : Total de minutes jouées MJ : Nombre de matchs joués MT : Matchs joués en tant que titulaire : but : passe décisive : joueur entré : joueur remplacé : capitaine : carton jaune : carton rouge |
| 14         | Leopold Querfeld      | -        | -        | -        | -        | -        | -           | -              | -        | -        | Abréviations et symboles : TT : Total de minutes jouées MJ : Nombre de matchs joués MT : Matchs joués en tant que titulaire : but : passe décisive : joueur entré : joueur remplacé : capitaine : carton jaune : carton rouge |
| 15         | Philipp Lienhart      | -        | 90       | -        | -        | 90       | -           | -              | 1        | 1        | Abréviations et symboles : TT : Total de minutes jouées MJ : Nombre de matchs joués MT : Matchs joués en tant que titulaire : but : passe décisive : joueur entré : joueur remplacé : capitaine : carton jaune : carton rouge |
| 16         | Phillipp Mwene        | 88       | 63       | -        | -        | 151      | -           | 1              | 2        | 2        | Abréviations et symboles : TT : Total de minutes jouées MJ : Nombre de matchs joués MT : Matchs joués en tant que titulaire : but : passe décisive : joueur entré : joueur remplacé : capitaine : carton jaune : carton rouge |
| 21         | Flavius Daniliuc      | -        | -        | -        | -        | -        | -           | -              | -        | -        | Abréviations et symboles : TT : Total de minutes jouées MJ : Nombre de matchs joués MT : Matchs joués en tant que titulaire : but : passe décisive : joueur entré : joueur remplacé : capitaine : carton jaune : carton rouge |
| Milieux    |                       |          |          |          |          |          |             |                |          |          | Abréviations et symboles : TT : Total de minutes jouées MJ : Nombre de matchs joués MT : Matchs joués en tant que titulaire : but : passe décisive : joueur entré : joueur remplacé : capitaine : carton jaune : carton rouge |
| 6          | Nicolas Seiwald       | 90       | 90       | -        | -        | 180      | -           | -              | 2        | 2        | Abréviations et symboles : TT : Total de minutes jouées MJ : Nombre de matchs joués MT : Matchs joués en tant que titulaire : but : passe décisive : joueur entré : joueur remplacé : capitaine : carton jaune : carton rouge |
| 8          | Alexander Prass       | 88       | 63       | -        | -        | 38       | -           | 1              | 2        | 0        | Abréviations et symboles : TT : Total de minutes jouées MJ : Nombre de matchs joués MT : Matchs joués en tant que titulaire : but : passe décisive : joueur entré : joueur remplacé : capitaine : carton jaune : carton rouge |
| 9          | Marcel Sabitzer       | 90       | 90       | -        | -        | 180      | -           | -              | 2        | 2        | Abréviations et symboles : TT : Total de minutes jouées MJ : Nombre de matchs joués MT : Matchs joués en tant que titulaire : but : passe décisive : joueur entré : joueur remplacé : capitaine : carton jaune : carton rouge |
| 10         | Florian Grillitsch    | 59       | 46       | -        | -        | 105      | -           | -              | 2        | 2        | Abréviations et symboles : TT : Total de minutes jouées MJ : Nombre de matchs joués MT : Matchs joués en tant que titulaire : but : passe décisive : joueur entré : joueur remplacé : capitaine : carton jaune : carton rouge |
| 17         | Florian Kainz         | -        | -        | -        | -        | -        | -           | -              | -        | -        | Abréviations et symboles : TT : Total de minutes jouées MJ : Nombre de matchs joués MT : Matchs joués en tant que titulaire : but : passe décisive : joueur entré : joueur remplacé : capitaine : carton jaune : carton rouge |
| 18         | Romano Schmid         | 90+1     | 81       | -        | -        | 17       | -           | -              | 2        | 0        | Abréviations et symboles : TT : Total de minutes jouées MJ : Nombre de matchs joués MT : Matchs joués en tant que titulaire : but : passe décisive : joueur entré : joueur remplacé : capitaine : carton jaune : carton rouge |
| 19         | Christoph Baumgartner | 90       | 81       | -        | -        | 171      | 1           | -              | 2        | 2        | Abréviations et symboles : TT : Total de minutes jouées MJ : Nombre de matchs joués MT : Matchs joués en tant que titulaire : but : passe décisive : joueur entré : joueur remplacé : capitaine : carton jaune : carton rouge |
| 20         | Konrad Laimer         | 90+1     | 90       | -        | -        | 98       | -           | -              | 2        | 2        | Abréviations et symboles : TT : Total de minutes jouées MJ : Nombre de matchs joués MT : Matchs joués en tant que titulaire : but : passe décisive : joueur entré : joueur remplacé : capitaine : carton jaune : carton rouge |
| 22         | Matthias Seidl        | -        | -        | -        | -        | -        | -           | -              | -        | -        | Abréviations et symboles : TT : Total de minutes jouées MJ : Nombre de matchs joués MT : Matchs joués en tant que titulaire : but : passe décisive : joueur entré : joueur remplacé : capitaine : carton jaune : carton rouge |
| 23         | Patrick Wimmer        | 59       | 46       | -        | -        | 75       | -           | -              | 2        | 0        | Abréviations et symboles : TT : Total de minutes jouées MJ : Nombre de matchs joués MT : Matchs joués en tant que titulaire : but : passe décisive : joueur entré : joueur remplacé : capitaine : carton jaune : carton rouge |
| 26         | Marco Grüll           | -        | -        | -        | -        | -        | -           | -              | -        | -        | Abréviations et symboles : TT : Total de minutes jouées MJ : Nombre de matchs joués MT : Matchs joués en tant que titulaire : but : passe décisive : joueur entré : joueur remplacé : capitaine : carton jaune : carton rouge |
| Attaquants |                       |          |          |          |          |          |             |                |          |          | Abréviations et symboles : TT : Total de minutes jouées MJ : Nombre de matchs joués MT : Matchs joués en tant que titulaire : but : passe décisive : joueur entré : joueur remplacé : capitaine : carton jaune : carton rouge |
| 7          | Marko Arnautović      | 59       | 81       | -        | -        | 112      | 1           | -              | 2        | 1        | Abréviations et symboles : TT : Total de minutes jouées MJ : Nombre de matchs joués MT : Matchs joués en tant que titulaire : but : passe décisive : joueur entré : joueur remplacé : capitaine : carton jaune : carton rouge |
| 11         | Michael Gregoritsch   | 59       | 81       | -        | -        | 68       | -           | -              | 2        | 1        | Abréviations et symboles : TT : Total de minutes jouées MJ : Nombre de matchs joués MT : Matchs joués en tant que titulaire : but : passe décisive : joueur entré : joueur remplacé : capitaine : carton jaune : carton rouge |
| 24         | Andreas Weimann       | -        | -        | -        | -        | -        | -           | -              | -        | -        | Abréviations et symboles : TT : Total de minutes jouées MJ : Nombre de matchs joués MT : Matchs joués en tant que titulaire : but : passe décisive : joueur entré : joueur remplacé : capitaine : carton jaune : carton rouge |
| 25         | Maximilian Entrup     | -        | -        | -        | -        | -        | -           | -              | -        | -        | Abréviations et symboles : TT : Total de minutes jouées MJ : Nombre de matchs joués MT : Matchs joués en tant que titulaire : but : passe décisive : joueur entré : joueur remplacé : capitaine : carton jaune : carton rouge |

| Buts | Joueurs | Adversaires |
| ---- | ------- | ----------- |
|      |         |             |

| Passes | Joueurs | Adversaires |
| ------ | ------- | ----------- |
|        |         |             |